# Morti nel 1994/Febbraio
| Questa pagina contiene informazioni ricavate automaticamente dalle voci biografiche con l'ausilio del template Bio e di un bot. L'aggiornamento è periodico e automatico e ricostruisce completamente la pagina. Se manca una persona in questa lista, sei pregato di non aggiungerla, ma accertati piuttosto che la sua voce biografica contenga il template Bio e che i dati anagrafici siano correttamente compilati. Se il template Bio manca, inseriscilo tu stesso o, in alternativa, metti l'avviso {{tmp\|Bio}} che ne segnala la mancanza. Se i dati riportati sono sbagliati, correggi direttamente la voce biografica; le modifiche saranno visibili in questa lista entro pochi giorni. Per chiarimenti vedi il progetto biografie. La lista contiene solo le 130 persone che sono citate nell'enciclopedia e per le quali è stato implementato correttamente il template Bio. Pagina aggiornata al 18 lug 2025. |

- 1º febbraio - Sergej Dubov, giornalista, editore e imprenditore russo (n. 1943)
- 1º febbraio - Lars Eriksson, calciatore svedese (n. 1926)
- 1º febbraio - Guy Lefranc, regista francese (n. 1919)
- 1º febbraio - John Littlejohn, chitarrista statunitense (n. 1931)
- 1º febbraio - Olan Soule, attore e doppiatore statunitense (n. 1909)
- 2 febbraio - Steve Barclay, attore statunitense (n. 1918)
- 2 febbraio - Jean Couturier, cestista francese (n. 1911)
- 2 febbraio - Marija Gimbutas, archeologa e linguista lituana (n. 1921)
- 2 febbraio - Otto Kippes, astronomo tedesco (n. 1905)
- 2 febbraio - Mary Washburn, velocista statunitense (n. 1907)
- 2 febbraio - Annemie Wolff, fotografa olandese (n. 1906)
- 3 febbraio - Roberto Amoroso, produttore cinematografico, sceneggiatore e regista italiano (n. 1911)
- 3 febbraio - Carroll Borland, attrice statunitense (n. 1914)
- 3 febbraio - Frederick Copleston, presbitero, gesuita e storico della filosofia britannico (n. 1907)
- 3 febbraio - Justinus Darmojuwono, cardinale e arcivescovo cattolico indonesiano (n. 1914)
- 3 febbraio - Walter Havighurst, scrittore, storico e critico letterario statunitense (n. 1901)
- 3 febbraio - Alan Helffrich, velocista statunitense (n. 1900)
- 3 febbraio - Ellen King, nuotatrice britannica (n. 1909)
- 4 febbraio - Brunetto Bucciarelli-Ducci, politico e magistrato italiano (n. 1914)
- 4 febbraio - Fred De Bruyne, ciclista su strada belga (n. 1930)
- 4 febbraio - Michail Linge, velocista sovietico (n. 1958)
- 5 febbraio - Hermann Josef Abs, banchiere tedesco (n. 1901)
- 5 febbraio - Joachim Halupczok, ciclista su strada polacco (n. 1968)
- 5 febbraio - Tiana Lemnitz, soprano tedesco (n. 1897)
- 6 febbraio - Joseph Cotten, attore statunitense (n. 1905)
- 6 febbraio - Norman Del Mar, direttore d'orchestra, cornista e biografo britannico (n. 1919)
- 6 febbraio - Felice Gremo, ciclista su strada italiano (n. 1901)
- 6 febbraio - Jack Kirby, fumettista statunitense (n. 1917)
- 6 febbraio - Aurora Mardiganian, attrice e scrittrice armena (n. 1901)
- 6 febbraio - Gwen Watford, attrice britannica (n. 1927)
- 7 febbraio - Witold Lutosławski, compositore e direttore d'orchestra polacco (n. 1913)
- 7 febbraio - Bill McDonald, cestista statunitense (n. 1916)
- 7 febbraio - Stephen Milligan, politico e giornalista britannico (n. 1948)
- 7 febbraio - Charles Richardson, generale britannico (n. 1908)
- 7 febbraio - Sebastiano Rosso, vescovo cattolico italiano (n. 1912)
- 8 febbraio - Ricardo Blasco, regista e sceneggiatore spagnolo (n. 1921)
- 8 febbraio - Ken G. Hall, regista, produttore cinematografico e sceneggiatore australiano (n. 1901)
- 8 febbraio - Raymond Scott, compositore, musicista e inventore statunitense (n. 1908)
- 9 febbraio - Louis Kaufman, violinista e violista statunitense (n. 1905)
- 9 febbraio - Gherasim Luca, poeta rumeno (n. 1913)
- 9 febbraio - Jarmila Novotná, soprano e attrice ceca (n. 1907)
- 9 febbraio - Howard Martin Temin, virologo statunitense (n. 1934)
- 9 febbraio - Friedrich Tenbruck, sociologo tedesco (n. 1919)
- 10 febbraio - Antonio Oré, cestista peruviano (n. 1914)
- 10 febbraio - Bruno Vacchiano, pittore italiano (n. 1933)
- 10 febbraio - Johannes Vonderach, vescovo cattolico svizzero (n. 1916)
- 10 febbraio - Augusts Voss, politico e funzionario sovietico (n. 1919)
- 11 febbraio - Neil Bonnett, pilota automobilistico statunitense (n. 1946)
- 11 febbraio - Sorrell Booke, attore e imitatore statunitense (n. 1930)
- 11 febbraio - Mercedes Comaposada, pedagoga e avvocata spagnola (n. 1901)
- 11 febbraio - William Conrad, doppiatore, attore e regista statunitense (n. 1920)
- 11 febbraio - Joseph Marie Anthony Cordeiro, cardinale e arcivescovo cattolico pakistano (n. 1918)
- 11 febbraio - Paul Feyerabend, filosofo e sociologo austriaco (n. 1924)
- 11 febbraio - Aredio Gimona, calciatore e allenatore di calcio italiano (n. 1924)
- 11 febbraio - Antonio Martín Velasco, ciclista su strada spagnolo (n. 1970)
- 12 febbraio - Enzo Capalozza, avvocato, politico e costituzionalista italiano (n. 1908)
- 12 febbraio - Ray Dandridge, giocatore di baseball statunitense (n. 1913)
- 12 febbraio - Jacques Delachet, calciatore francese (n. 1921)
- 12 febbraio - Rafael Durán, attore spagnolo (n. 1911)
- 12 febbraio - Donald Judd, artista statunitense (n. 1928)
- 13 febbraio - Giovanni Battista Canepa, scrittore, antifascista e partigiano italiano (n. 1896)
- 14 febbraio - Pietro Belluschi, architetto italiano (n. 1899)
- 14 febbraio - Ivan Chodák, allenatore di calcio e calciatore slovacco (n. 1914)
- 14 febbraio - Gary B.B. Coleman, chitarrista, cantante e produttore discografico statunitense (n. 1947)
- 14 febbraio - Adolf Huber, allenatore di calcio e calciatore austriaco (n. 1923)
- 14 febbraio - Christopher Lasch, storico e sociologo statunitense (n. 1932)
- 14 febbraio - Giusto Monaco, filologo classico, grecista e latinista italiano (n. 1915)
- 14 febbraio - Andrej Romanovič Čikatilo, serial killer sovietico (n. 1936)
- 15 febbraio - Pinuccio Ardia, attore italiano (n. 1914)
- 15 febbraio - Gianfranco Ciabatti, sindacalista e poeta italiano (n. 1936)
- 15 febbraio - Rafail Jul'evič Gol'din, regista cinematografico sovietico (n. 1920)
- 15 febbraio - Enzo Musumeci Greco, schermidore e attore italiano (n. 1911)
- 16 febbraio - Tommaso Avezzano Comes, politico italiano (n. 1921)
- 16 febbraio - Noël Foré, ciclista su strada e pistard belga (n. 1932)
- 16 febbraio - François Marty, cardinale e arcivescovo cattolico francese (n. 1904)
- 16 febbraio - Richard O'Kane, ammiraglio statunitense (n. 1911)
- 17 febbraio - Gretchen Fraser, sciatrice alpina e allenatrice di sci alpino statunitense (n. 1919)
- 17 febbraio - Vilmos Varjú, pesista ungherese (n. 1937)
- 17 febbraio - Oscar Vicich, calciatore italiano (n. 1922)
- 17 febbraio - Frederick Weber, schermidore statunitense (n. 1905)
- 18 febbraio - Peter Caddy, militare, esoterista e attivista britannico (n. 1917)
- 18 febbraio - Bob Crosbie, calciatore scozzese (n. 1925)
- 18 febbraio - Robert H. Park, ingegnere e inventore statunitense (n. 1902)
- 18 febbraio - Barbara Willard, scrittrice britannica (n. 1909)
- 19 febbraio - Luigi Bucciante, medico e anatomista italiano (n. 1902)
- 19 febbraio - Johnny Hancocks, allenatore di calcio e calciatore inglese (n. 1919)
- 19 febbraio - Ivan Sidorenko, militare russo (n. 1919)
- 19 febbraio - Derek Jarman, regista e sceneggiatore britannico (n. 1942)
- 19 febbraio - Vittorio Rieti, compositore italiano (n. 1898)
- 20 febbraio - Vladimir Družnikov, attore sovietico (n. 1922)
- 20 febbraio - Marino Girolami, regista, sceneggiatore e produttore cinematografico italiano (n. 1914)
- 20 febbraio - Rolf Jacobsen, poeta norvegese (n. 1907)
- 20 febbraio - Enzo Rosa, calciatore italiano (n. 1913)
- 21 febbraio - Evgenij Michajlovič Beljaev, tenore e militare sovietico (n. 1926)
- 21 febbraio - Oscar Collazo, criminale portoricano (n. 1914)
- 21 febbraio - Haim Hazan, cestista e allenatore di pallacanestro israeliano (n. 1937)
- 21 febbraio - Mary Lasker, antiquaria e filantropa statunitense (n. 1900)
- 21 febbraio - Johannes Steinhoff, generale e aviatore tedesco (n. 1913)
- 22 febbraio - Papa John Creach, violinista statunitense (n. 1917)
- 22 febbraio - Homa Darabi, pediatra e psichiatra iraniana (n. 1940)
- 22 febbraio - Hans Hürlimann, politico svizzero (n. 1918)
- 22 febbraio - Pete Preboske, cestista statunitense (n. 1914)
- 23 febbraio - Antonio Scaglia, poeta, scrittore e commediografo italiano (n. 1908)
- 23 febbraio - Manfredo Tafuri, storico dell'architettura italiano (n. 1935)
- 24 febbraio - Maude Bonney, aviatrice australiana (n. 1897)
- 24 febbraio - Ion Lăpușneanu, calciatore e allenatore di calcio rumeno (n. 1908)
- 24 febbraio - Renato Ricamo, fisico italiano (n. 1914)
- 24 febbraio - Jean Sablon, cantante e attore francese (n. 1906)
- 24 febbraio - Dinah Shore, cantante, attrice e personaggio televisivo statunitense (n. 1916)
- 25 febbraio - Heinrich Altvater, calciatore tedesco (n. 1902)
- 25 febbraio - Russell Bufalino, mafioso italiano (n. 1903)
- 25 febbraio - Givi Chokheli, calciatore e allenatore di calcio sovietico (n. 1937)
- 25 febbraio - Ferenc Fleck, compositore di scacchi ungherese (n. 1908)
- 25 febbraio - Baruch Goldstein, terrorista e criminale statunitense (n. 1956)
- 25 febbraio - Gaspare Papa, politico italiano (n. 1915)
- 25 febbraio - Yann Piat, politica francese (n. 1949)
- 25 febbraio - Jersey Joe Walcott, pugile statunitense (n. 1914)
- 26 febbraio - Giovanni Firpo, ciclista su strada italiano (n. 1909)
- 26 febbraio - Bill Hicks, comico, cabarettista e musicista statunitense (n. 1961)
- 26 febbraio - Leopold Kohr, economista, giurista e politologo statunitense (n. 1909)
- 26 febbraio - Sofka Skipwith, nobile, attivista e scrittrice russa (n. 1907)
- 26 febbraio - Hamud bin 'Abd al-'Aziz Al Sa'ud, principe saudita (n. 1947)
- 27 febbraio - Harold Acton, scrittore, storico e collezionista d'arte britannico (n. 1904)
- 27 febbraio - Andrea Tamburi, attivista e politico italiano (n. 1948)
- 28 febbraio - Pujie, principe cinese (n. 1907)
- 28 febbraio - Olivier Alain, organista, pianista e compositore francese (n. 1918)
- 28 febbraio - Piero Bortoletto, allenatore di calcio e calciatore italiano (n. 1922)
- 28 febbraio - Jean Gottmann, geografo francese (n. 1915)
- 28 febbraio - Enrico Maria Salerno, attore, doppiatore e regista italiano (n. 1926)
- 28 febbraio - Giangaetano Vacchini, arbitro di calcio italiano (n. 1932)